# Maud Adlercreutz
Maud Ebba Augusta Adlercreutz, född 28 juli 1907 i Stockholm, död 13 januari 2000 i Sofia församling i Stockholm, var en svensk journalist. Under signaturen Maud gjorde hon sig känd som en tidig kvinnlig stjärnreporter i svensk kvällspress.

## Biografi
Maud Adlercreutz växte upp i Berlin, där fadern Nils Adlercreutz var militärattaché under första världskriget. Hennes bror Gregor Adlercreutz blev olympisk dressyrryttare. Vid familjens återkomst till Sverige och Ystad skrev fadern om sina krigsminnen för Sydsvenska Dagbladet och blev därigenom bekant med tidningsmannen Ewald Stomberg. Denne skulle just flytta till Stockholm och börja arbeta på Stockholms Dagblad och Maud Adlercreutz bad sin far förmedla en kontakt med Stomberg och tidningsvärlden. Kort därpå flyttade hela familjen till Stockholm och 1929 började Maud Adlercreutz som volontär på Stockholms Dagblad. När hon efter visad duglighet ville bli fast anställd fick hon beskedet att tidningen redan hade tre kvinnliga journalister. Stomberg löste emellertid frågan genom att på papperet anställa henne som sin sekreterare eftersom hon hade så goda kunskaper i tyska. Kunskaper i främmande språk var länge en inträdesbiljett för kvinnor till journalistyrket.
År 1931 slogs Stockholms Dagblad samman med Stockholms-Tidningen för att snart försvinna helt. Samtidigt skulle Aftonbladet omorganiseras med sikte på en yngre publik efter engelskt kvällstidningskoncept. År 1932 började Maud Adlercreutz arbeta där som allmänreporter tillsammans med bland andra Kid Severin.
Maud Adlercreutz ville aldrig skriva för tidningens kvinnosida. Icke desto mindre är det reportage om kvinnor och barn i det moderna samhällets framväxt som utmärker hennes produktion under nästan 40 år i yrket. Hon skrev många artikelserier om kvinnors villkor i yrkeslivet och om kvinnliga föregångare i traditionellt manliga yrken. Att följa en fabriksarbetande kvinna hela dagen, från frukosten hemma till barnkrubban och vidare till tobaksfabriken och sedan åter till middagslagningen i hemmet, var ett nytt grepp.
Under efterkrigstiden blev frågan om kvinnliga präster en röd tråd i Maud Adlercreutz texter, en annan var barns och ungdomars uppväxt och hälsa, liksom det moderna äktenskapet och olika samlevnadsfrågor. I familjefrågorna gav hon uttryck för en radikal syn och kanske bidrog hennes erfarenheter som ensamstående mor till detta. År 1967 slutade Maud Adlercreutz på Aftonbladet efter flera år som mentor och bollplank för yngre kvinnliga kolleger på redaktionen. Hon fortsatte dock att skriva krönikor i veckotidningen Femina. Hon skrev också flera handböcker om samlevnad och vett och etikett. I likhet med många av sina tidigare yrkeskamrater var hon även en flitig översättare med ett drygt trettiotal titlar. Efter pensioneringen arbetade hon ett tjugotal somrar på Träslottet i Arbrå, det hus för konsumentkunskap som kollegan från Aftonbladet, Willy Maria Lundberg, skapat.
Maud Adlercreutz, som var ogift, dog år 2000 och är begravd på Norra begravningsplatsen i Solna.